# 美濃和紙

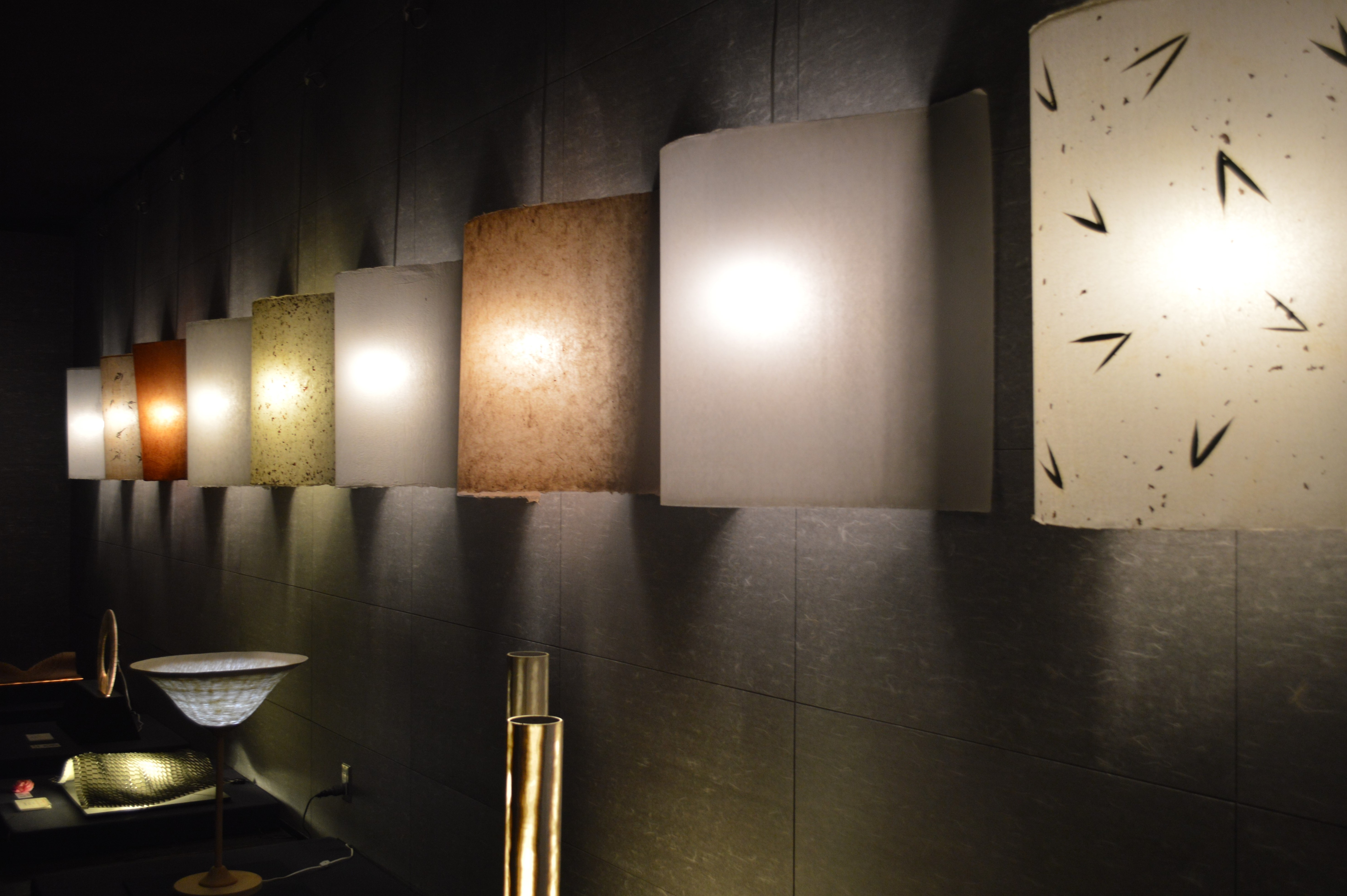
美濃和紙

美濃和紙（みのわし）は、美濃地方（岐阜県南部）で作られる和紙の総称。美濃紙とも呼ばれる。特に美濃市で作られる和紙を指すこともある。
美濃和紙には機械ですいたもの（「美濃機械すき和紙」という）も含まれるが、手すきのものは「美濃手すき和紙」といい、特に一定の要件を満たした伝統の製法の手すき和紙を「本美濃紙」という。このうち美濃手すき和紙は経済産業省指定の伝統的工芸品に指定されており、特に本美濃紙は文化庁により国の重要無形文化財に指定されている。またユネスコの無形文化遺産にも登録されている。
本美濃紙は重要無形文化財の指定要件を満たしたものをいい、生産量は美濃和紙全製品のうちの1割ほどである。

## 本美濃紙

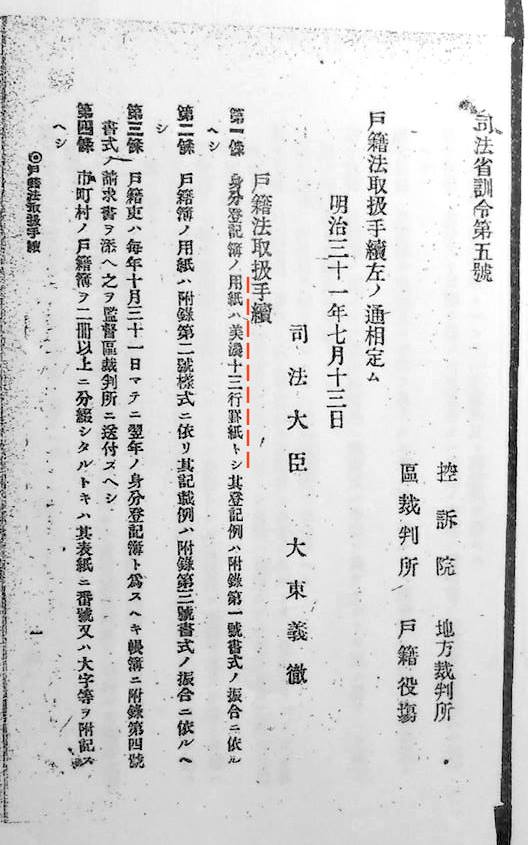
1898年（明治31年）改正の戸籍法取扱手続では「身分登記簿の用紙は美濃十三行罫紙トシ」と定められていた。

### 定義
本美濃紙は伝統の製法で作られる薄くて丈夫な紙で、以下の指定要件を満たすもののみをいう（重要無形文化財「本美濃紙」指定要件）。
- 1.原料に楮のみを使用していること[4]
- 2.伝統的な製法と製紙用具によること
  - 2-1.白皮作業を行ない、煮熟に草木灰かソーダ灰を使用すること[4]
  - 2-2.薬品漂白を行わず填料を添加しないこと[4]
  - 2-3.叩解は手打ちかこれに準じた方法で行うこと[4]
  - 2-4.抄造は「ねり」にトロロアオイ（原料の繊維質の広がりを均等にしやすくなる）を使用し、「かぎつけ」または「そぎつけ」の竹簀で流漉きしていること[4]
  - 2-5.板干しで乾燥すること[4]
- 3.伝統的な本美濃紙の色沢、地合等の特質を保持すること[4]

### 歴史
1969年（昭和44年）4月15日、本美濃紙の技法は重要無形文化財に指定された。重要無形文化財の保持団体として本美濃紙保存会が認定されている。
2014年（平成26年）11月26日、「和紙 日本の手漉（てすき）和紙技術」として、「石州半紙」（島根県浜田市）「細川紙」（埼玉県小川町、東秩父村）とともに、本美濃紙がユネスコ（国連教育科学文化機関）の無形文化遺産登録として認定された。
美濃和紙ブランド協議会の美濃和紙のブランド認定基準で、本美濃紙は、原料規定で大子那須楮（白皮）のみ、製法規定で完全に伝統的な製法によるとし、美濃市内で生産されるものとしている。

## 美濃手すき和紙

### 定義
美濃手すき和紙は本美濃紙の技術を基にして製造される手すき和紙をいい、用途に応じた多種多様な手すき和紙が生産されている。手すき和紙の工房で構成される美濃手すき和紙協同組合があり岐阜県紙業連合会に加盟している。
美濃和紙ブランド協議会の美濃和紙のブランド認定基準で、美濃手すき和紙は、原料規定で国内産の楮や雁皮等の皮を用いた非木材繊維のみを使用したものとし、製法規定で流し漉きの技法とし、美濃市内で生産されるものとしている。

### 歴史
1985年（昭和60年）5月22日、通商産業省（現・経済産業省）によって伝統的工芸品に認定された。

## 美濃機械すき和紙
美濃機械すき和紙は美濃紙の手すき和紙の技術を基に機械化して製造された和紙で、絶縁紙や導電紙、不燃紙など特殊な用途の紙も生産されている。
美濃和紙ブランド協議会の美濃和紙のブランド認定基準で、美濃機械すき和紙は、原料規定で非木材繊維を少しでも含むもの、製法規定で手すきに近い品質が出せる機械で製造したものとし、美濃市、岐阜市、関市で生産されるものとしている。

## 歴史

### 起源
日本最古の紙は、大宝2年（702年）の大宝律令の際、美濃国、筑前国、豊前国で漉かれた戸籍用紙とされる（正倉院文書に美濃の紙が記録されている）。
奈良時代、美濃国の国府の所在地（不破郡垂井町）には、垂井の泉の清水を利用した官設抄紙場（すきかみば）にあたる紙屋があり、美濃紙の発祥の地といわれている。美濃国での和紙生産は国府を中心とする不破郡・本巣郡・厚見郡の三郡から板取川下流域に移動していった。

### 中世
室町時代には美濃で六歳市が開かれ、美濃紙は近江商人により全国へ広められた。

### 近世
江戸時代には専売制度の下で上質の和紙が大量に生産され、『和漢三才図会』では「最も佳なるもの」、『新撰紙鑑』では「凡障子紙の類、美濃を最上とす」と評され和紙の代名詞となった。
寺尾（現在の岐阜県関市寺尾）で生産される和紙は特に有名で、『和漢三才図会』では障子用の書院紙、包み紙、灯籠用として使用していたと記し、『新撰紙鑑』では徳川幕府御用の製紙職人として、市右衛門、五右衛門、平八、重兵衛の名を挙げている。
また、寺尾の他にも牧谷、洞戸、岩佐、谷口で生産される物も良品である。当然ながら、産地毎に製紙に使用する水が異なるため、生産された和紙の風格もそれぞれ異なるほか、得意とする種類も産地によって異なった。

### 近現代

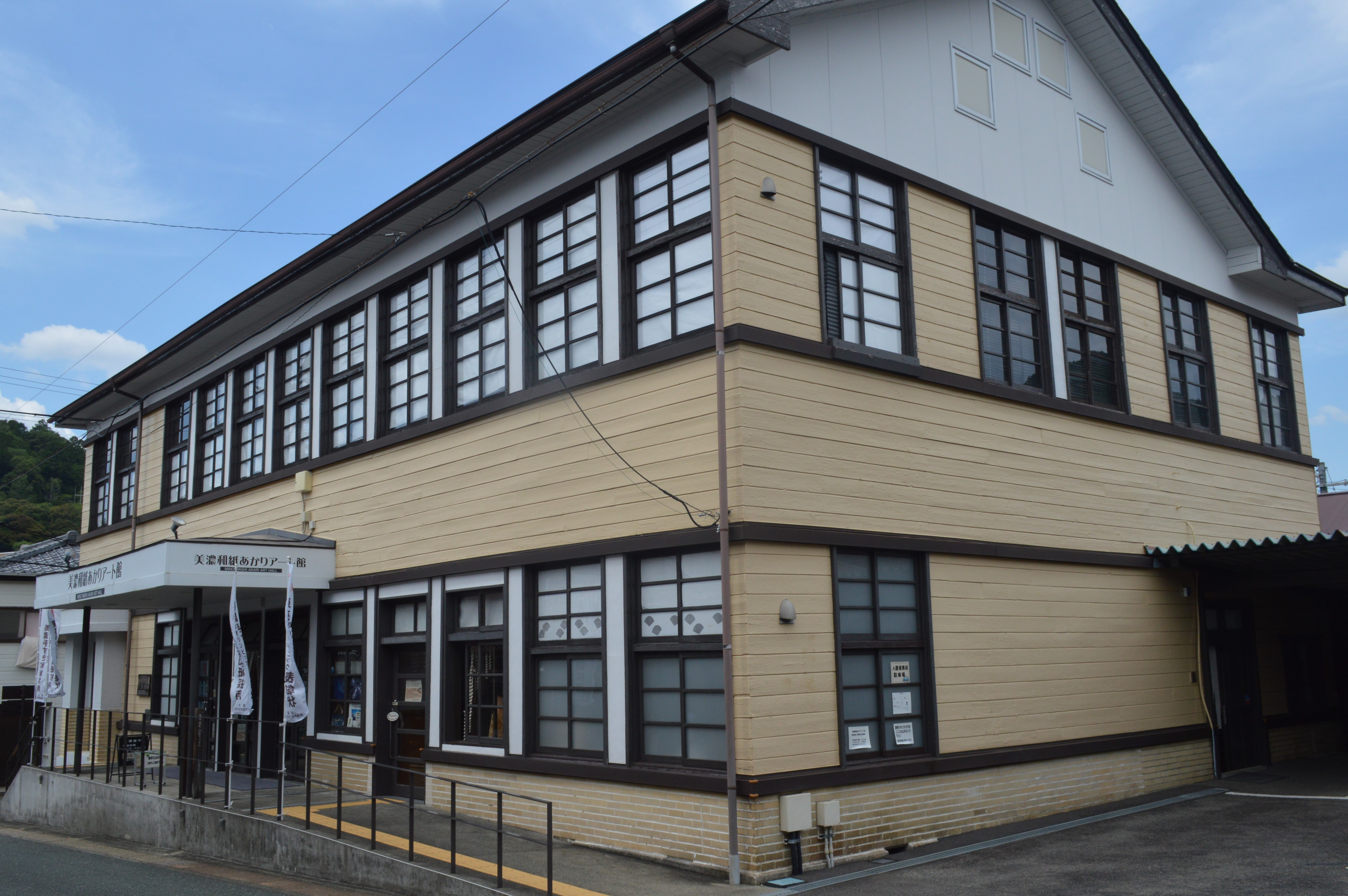
美濃和紙あかりアート館

明治時代から大正時代にかけて美濃市を中心とした美濃紙の生産戸数は3,700戸に達した。一方で東濃や中濃地方では水とパルプ用木材を豊富に調達できる立地であったことから大手製紙工場が進出した。
長良川中下流域では手すき和紙業者や紙問屋の中から機械すき和紙への転換がみられ、家庭紙・特殊紙・加工紙などの工場が立地している。また、苗木藩などで伝統的手すき和紙の生産が行われていた木曽川（飛騨川）流域では、木曽・東濃の木材産地の木材パルプを原料とする大手製紙工場が立地するようになった。
これに対して従来の家内手工業的な和紙生産は近代化が難しく、昭和期には機械すき洋紙が急増して衰退していった。
2005年（平成17年）8月、美濃和紙あかりアート館が開館した。
2014年（平成26年）11月に本美濃紙の手すき和紙技術がユネスコの無形文化遺産登録として認定されたことを受け、ユネスコ和紙展や和紙サミットが開催されている。

## 美濃和紙と判型
美濃紙は27～29cm程度、横40～41cm程度の大きさで、これよりも大きいものは大美濃という。これらの料紙を縦に2つ折りにして冊子にしたものは、それぞれ美濃判、大美濃判という。
日本産業規格における紙の寸法の規格であるJIS B列は美濃判に由来しているために国際標準化機構の定めるISO B列と異なる。

## 美濃和紙と岐阜の伝統工芸

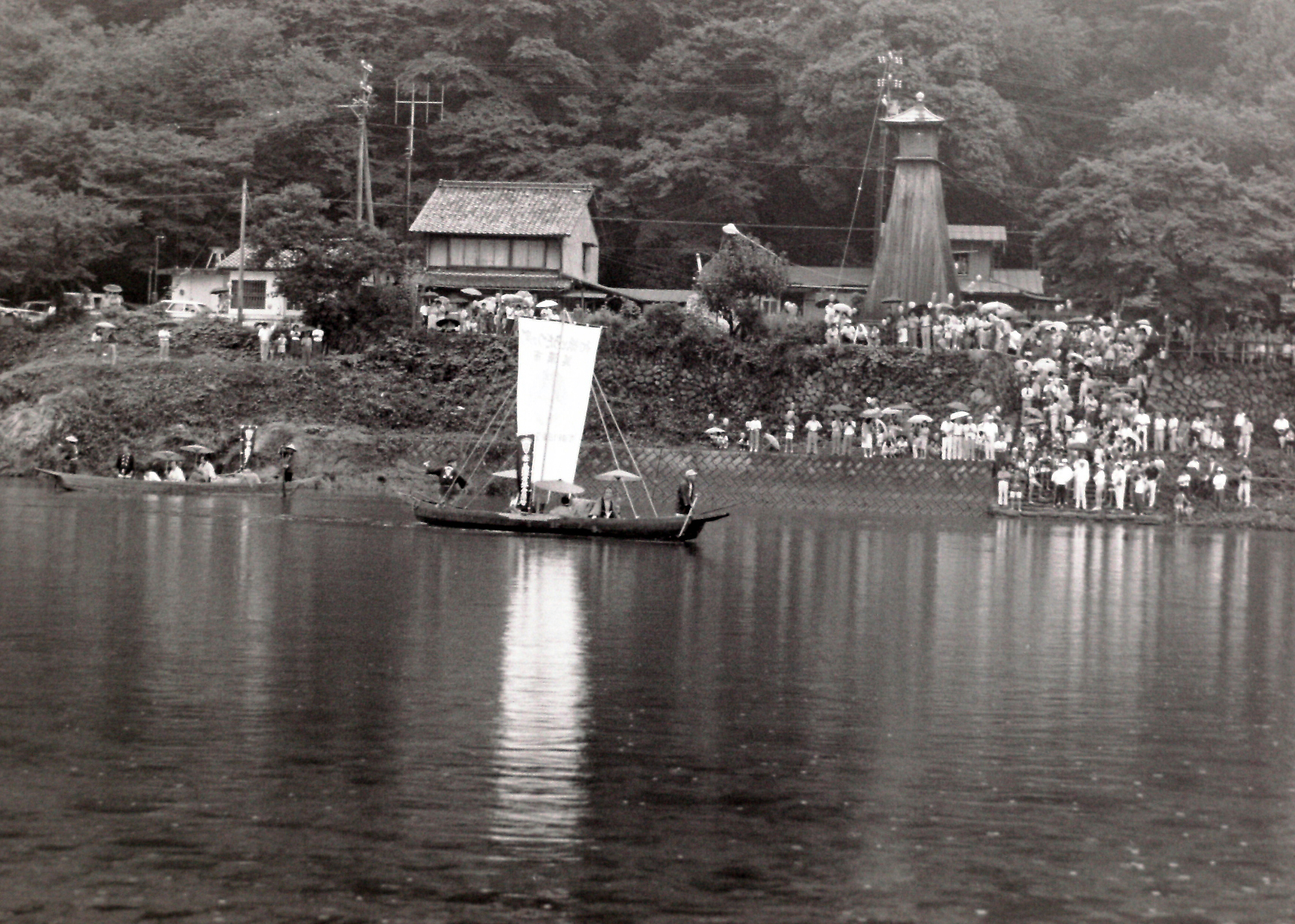
上有知港から岐阜方面への和紙の運搬（再現）

江戸時代以降、長良川を利用した運輸により長良橋たもとの地域は長良川の重要な港町となり、奥美濃から美濃和紙などの陸揚げが多く、それを扱う問屋町として栄えた。良質な和紙「美濃和紙」を得た岐阜では、岐阜の工芸品である岐阜提灯、岐阜和傘、岐阜うちわが生まれた。美濃和紙は岐阜の伝統工芸には欠くことのできない物である。